# Ten Love Songs
Ten Love Songs  — четвёртый альбом норвежской певицы и автора песен Сусанне Суннфёр. Выпущен 16 февраля 2015 года.

## Об альбоме
Европейский тур в поддержку альбома начался 3 марта 2015 года. «Fade Away» был выпущен первым синглом. «Delirious» стал вторым синглом. Для альбома Суннфёр объединилась с Энтони Гонсалесом из M83, Торбьёрном Брундтландом и  Свейном Берге из Röyksopp. Суннфёр описала альбом как попытку сделать поп-запись. Ten Love Songs и его первый сингл «Fade Away» стали коммерчески успешными в родной стране Суннфёр и оба были удостоены золотого сертификата.

## Тематика
Суннфёр сказала в интервью: «Когда я начала работать над альбомом, я хотела написать альбом о насилии, и потом в ходе работы над песнями, хоть в них и были насильственные аспекты, но они были о любви или взаимоотношениях, о том, как ты связан с другими людьми. И в итоге они оказались 10-ю песнями о любви».